# Kúpos csiga
A kúpos csiga vagy csillogó fényescsiga (Zonitoides nitidus) Európában honos, a tüdőscsigákhoz tartozó szárazföldi csigafaj.

## Megjelenése

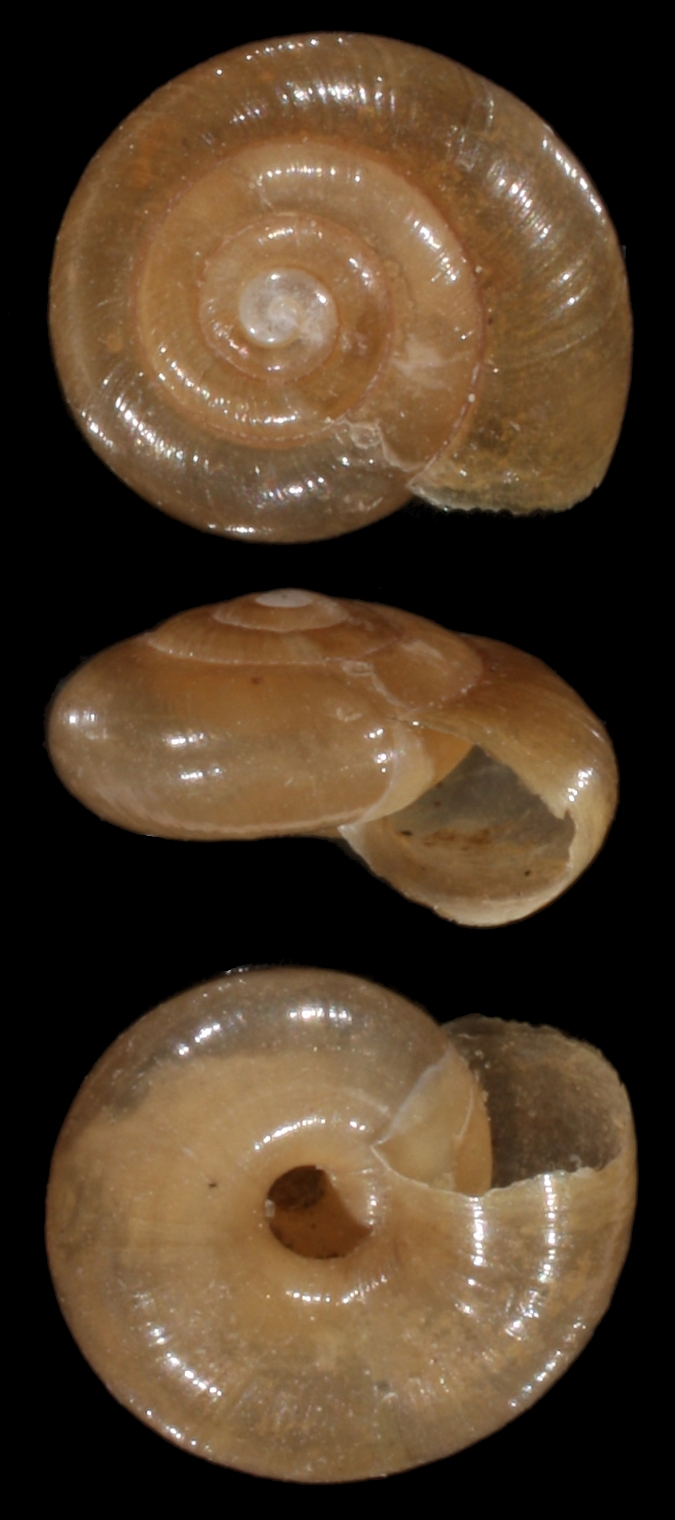
A kúpos csiga háza

A kúpos csiga háza 4–5 mm magas, 6–7 mm széles, 5 kanyarulatból áll, lapított kúp alakú. A héj áttetsző, vörösbarna vagy sárgás szaruszínű, fényes és rendszertelenül rovátkolt. A köldök igen nagy, a ház szélességének egynegyedét is kiteheti. Szájadéka hasas D alakú, ajakduzzanata nincs. Az állat teste, feje és csápjai kékesfeketék. A csigaház héján áttetszik jellegzetes narancssárga köpenymirigye.
A fiatal csigák fehéresszürkék, házuk áttetszően világosbarna.

## Elterjedése és életmódja
Egész Európában elterjedt, kivéve a legdélibb területeket. Észak-Görögországban már ritka, Észak-Skóciában már nem él meg. Menorca szigetére az ember hurcolta be. Svájcban 2100 méteres magasságig fordul elő.
Nedvességkedvelő faj, többnyire folyók mentén, ártéri erdőkben, vizes réteken, lápos területeken a sűrű növényzet között található meg. Néhány év elteltével a felhagyott bányatavak környékén is megjelenik. A kúpos csiga növényevő, korhadó növényi részekkel, gombákkal, gyümölcsökkel táplálkozik. A száraz leveleket nem eszi meg. A kalapos gombákon vagy gyümölcsökön jellegzetes mély lyukakat hagy, melybe az egész állat belefér.
Májustól júniusig rakja le a laza talajba 1-1,5 mm átmérőjű petéit, egyszerre 2-9-et, összesen körülbelül 30-at. A petékből 3-4 hét múlva kelnek ki az 1-1,2 mm-es csigák, melyek kezdetben a talajban korhadó növényi részekkel táplálkoznak. Kezdetben házuk másfél kanyarulatból áll, mely havonta fél-egy kanyarulatnyit növekszik. Megfelelő körülmények között három hónapos korukra elérik a 3 mm-es méretet, teljes nagyságukra egyéves korukra nőnek meg. Életkoruk fogságban másfél év volt, Lengyelországban 3 évet figyeltek meg.
Magyarországon nem védett.

## Külső hivatkozások
- Species summary for Zonitoides nitidus AnimalBase.com
- Zonitoides spp. Terrestrial Mollusc Tool